# Flor Colón
Flor Ángel Colón (26 de septiembre de 1969) es una jugadora de retirada de voleibol  de la República Dominicana.
Fue parte de la selección femenina de voleibol de la República Dominicana en el Campeonato Mundial de Voleibol Femenino de 1998 en Japón.

## Trayectoria
Jugó en la temporada 1998-99 la Superliga Femenina de Voleibol de España con el club Caja Cantabria. También jugó en Puerto Rico y la República Dominicana con los clubes de Naco, Simón Bolívar, Mirador y San Lázaro.

## Clubes
- Caja Cantabria (1998–1999)